# Liste der Biografien/Elc
Liste der Biografien |
Portal Biografien |
Personensuche
# |
A |
B |
C |
D |
E |
F |
G |
H |
I |
J |
K |
L |
M |
N |
O |
P |
Q |
R |
S |
T |
U |
V |
W |
X |
Y |
Z |
?
 
Ea |
Eb |
Ec |
Ed |
Ee |
Ef |
Eg |
Eh |
Ei |
Ej |
Ek |
El |
Em |
En |
Eo |
Ep |
Eq |
Er |
Es |
Et |
Eu |
Ev |
Ew |
Ex |
Ey |
Ez
 
Ela |
Elb |
Elc |
Eld |
Ele |
Elf |
Elg |
Elh |
Eli |
Elj |
Elk |
Ell |
Elm |
Eln |
Elo |
Elp |
Elr |
Els |
Elt |
Elu |
Elv |
Elw |
Ely |
Elz
Die Liste der Biografien führt alle Personen auf, die in der deutschsprachigen Wikipedia einen Artikel haben. Dieses ist eine Teilliste mit 20 Einträgen von Personen, deren Namen mit den Buchstaben „Elc“ beginnt.

## Elc

### Elca
- Elcano, Juan Sebastián († 1526), baskisch-spanischer EntdeckerJuan Sebastián Elcano († 1526)

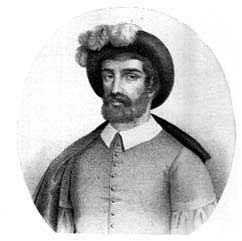
Juan Sebastián Elcano († 1526)

- Elcar, Dana (1927–2005), US-amerikanischer Schauspieler

### Elch
- Elchanan, Isaak († 1585), Vorfahre der Familie Rothschild
- Elchinger, Léon (1871–1942), elsässer Keramikkünstler des Jugendstils und des Art décos
- Elchinger, Léon Arthur (1908–1998), französischer Geistlicher, römisch-katholischer Bischof von Straßburg
- Elchlepp, Dietrich (* 1938), deutscher Politiker (SPD), MdB, MdEP
- Elchlepp, Friedrich (1924–2002), deutscher Marineoffizier, Konteradmiral der Volksmarine
- Elchlepp, Friedrich Wilhelm (1897–1956), deutscher Lehrer und Kurator
- Elchlepp, Isoldé (* 1942), deutsche Protestlied- und Opernsängerin (Mezzosopran)

### Elci
- Elci, Angelo Maria d’ (1751–1824), italienischer Philologe
- Elçi, İsmet (* 1964), deutsch-türkischer Regisseur und Autor
- Elçi, Şerafettin (1938–2012), türkisch-kurdischer Politiker
- Elçi, Tahir (1966–2015), kurdischer Anwalt und Präsident der Rechtsanwaltskammer von Diyarbakır
- Elçibəy, Əbülfəz (1938–2000), aserbaidschanischer Politiker und Kulturwissenschaftler
- Elçin, Cansel (* 1971), türkischer Schauspieler
- Elçin, Zeynep (* 1990), türkische Schauspielerin

### Elco
- Elcock, Ansil (* 1969), Fußballspieler aus Trinidad und Tobago
- Elcock, Jerod (* 1998), Sprinter aus Trinidad und Tobago
- Elcock, William Dennis (1910–1960), britischer Romanist

### Elcy
- Elcy, Maurice († 1862), Schweizer hingerichtete Person